# Real world
《real world》為日本音樂團體EXILE（放浪兄弟）的第15張單曲。2004年6月30日於日本發行。Oricon最高排行第1、初動銷量7.7萬張、累計銷量12.6萬張

## 概要
日本電視系現場職棒轉播《1球的緊張感 LIVE 2004》的形象曲，第二首歌是SHUN為個人活動佈局的第1彈《清木場俊介》名義的歌曲《謝謝》。所以發行前評價很高，加上前作《Carry On/命運註定》廣受好評，因而獲得EXILE第一次的Oricon公信榜單曲榜第1名。但之後銷量並未延伸，累計停在約12萬張。
2007年波士頓紅襪隊的松坂大輔在美國聯盟的決賽最終戰先發上投手丘的時候使用的入場歌曲。理由據說是因為歌詞不錯，《如果不拿出成果 那一切都將在這裡結束》這段歌詞相當符合自己的處境。
松坂大輔特別演出2008年3月發售、收錄在精選專輯《EXILE CATCHY BEST》版本的PV。AKIRA說《因為知道原曲，所以希望作出能不愧對於原曲的PV》。
2008年3月播放的《CDTV×Sacas！》節目中第一次於公開場合演唱。

## 收錄歌曲
1. real world
  - 作詞：Kenn Kato / 作曲：山口寛雄 / 編曲：原田憲

PV是以棒球為主題製作的，後來再次拍攝的PV還請松坂大輔客串。
2. 謝謝
  - 作詞・作曲：清木場俊介 編曲：岩戸崇

SHUN獨唱的抒情歌。在《情熱大陸》節目中說出這是一首敘述隊母親的思念的歌曲。
在之後自己的專輯《清木場俊介》中再次演唱。
3. real world 〜REPRESENT JAPAN DUB〜
  - 作詞：Kenn Kato / 作曲：山口寛雄 / 編曲：YUKIYOSHI

纯音樂。加入了日本音樂樂器樂隊ZAN的演奏。
4. real world（Instrumental）
5. ありがとう（伴唱版）

## 備註
1. 1 2  . Oricon. 2004  [2013-01-13]. （原始内容存档于2013-05-05） （日语）.